# Владимир Алмазов
Владимир Андреевич Алмазов (27 май 1931 г. – 4 януари 2001 г.) е руски и съветски кардиолог.
Той е доктор на медицинските науки (1966), професор, академик на Руската академия на медицинските науки (1995), заслужил деятел на науката на Русия (1998).

## Биография
Алмазов е роден в село Русаново, Торопецки район, Тверска област на 27 май 1931 г. Учи в селското начално училище и в средно училище № 1 в Торопец. Постъпва в 1-ви ленинградски медицински институт „Академик И. П. Павлов“ през 1948 г.
Място на работа: от 1972 г. – ръководител на катедра в 1-ви ленинградски медицински институт; от 1978 г. – главен кардиолог на града; от 1980 г. – директор на Изследователския институт по кардиология на Министерството на здравеопазването на СССР (Санкт Петербург), председател на Кардиологичното общество на Санкт Петербург „Г. Ф. Ланг“.
Клиниката на катедрата по факултетна терапия, в която работи В. А. Алмазов, се превъща в многопрофилно медицинско учреждение, включващо терапевтични, кардиологични, ендокринни и хематологични отделения и отделение за интензивно лечение.
В. А. Алмазов поставя началото на научната школа по кардиология, която става основа за създаването на Научно-изследователския институт по кардиология на Министерството на здравеопазването на СССР през 1980 г. Под ръководството на Алмазов са защитени 60 кандидатски и 25 докторски дисертации.
Академик на Руската академия на медицинските науки, член на отделението по медицински науки на Академията на науките на Беларус. Избран е за народен депутат на СССР от Академията на медицинските науки на СССР.

## Семейство
Като стажант Владимир присъства на прегледите на пациентите, приети в лечебното заведение, където придобива опит. Сред тях е девойка, на която е поставена диагноза септичен ендокардит. Тази инфекциозна болест през онези години се смята за нелечима и прогнозата за нея е изключително неблагоприятна. Пациентите с ендокардит се смятат за безнадеждни случаи. Девойката е прегледана от много медицински светила, но всички повдигат безпомощно рамене. Сред тези, които идват при пациентката, е и талантливият стажант Владимир Алмазов. В началото не разбира, че е привлечен от пациентката. Скоро обаче осъзнава, че се е влюбил в нея.
Девойката също не остава безразлична към чувствата на младежа. Тя също се влюбва и започва да се възстановява! Стажантът започва да идва при нея всеки ден. И се случва чудо – безнадеждната пациентка успява да победи инфекцията. Когато пациентката най-накрая се възстановява и е изписана от болницата, Алмазов ѝ предлага брак. Девойката се съгласява и те сключват брак.
Алмазов е не само изключителен учен, но и любящ баща на двете си деца с бившата му пациентка. За 25-тата годишнина от сватбата Алмазови канят лекари, които някога са лекували безнадеждно болната млада пациентка. За съжаление няколко години след това тържество съпругата на кардиолога почива. Преди смъртта си обаче тя пише завещание, според което сърцето ѝ става „собственост“ на Първи медицински институт.
Така на работното бюро на директора на Научноизследователския институт по кардиология към Министерството на здравеопазването Владимир Алмазов се появява стъкленица със сърцето на любимата му. Това служи като напомняне, че чудесата се случват и болното сърце се лекува от друго любящо сърце.

## Памет
- Погребан е с паметник в Серафимовското гробище (Коммунистическая площадка) в Санкт Петербург.
- През 2002 г. водеща клиника в Санкт Петербург е наименувана на него от Министерството на здравеопазването на Русия.

## Творчество
Автор е на повече от 300 научни труда, включително 25 монографии и учебници по медицина – по проблемите на артериалната хипертония и коронарната болест на сърцето.
- Клиническая патофизиология: учеб. пособие для студентов мед. вузов / В. А. Алмазов, Н. Н. Петрищев, Е. В. Шляхто, Н. В. Леонтиева. – 1999 г. – 464 с.
- Пограничная артериальная гипертензия / В. А. Алмазов, Е. В. Шляхто, Л. А. Соколова. – 1992 г. – 189 с.
- Алмазов В. А. Здоровье — главная ценность. – Л .: Лениздат, 1987 г.

## Награди
- През 1996 г. Международният биографичен център (Кеймбридж) го награждава с медал и диплом за изключителни постижения в медицината на 20 век.
- През 1998 г. е удостоен със званието „Заслужил учен на Русия“.